# Carl-Erik Torp
Carl-Erik Nordanger Torp (Oslo, 17 settembre 1984) è un giocatore di calcio a 5 ed ex calciatore norvegese, di ruolo difensore.

## Carriera

### Club
Torp iniziò la carriera professionistica con la maglia del Kolbotn. Nel 2006, passò al Manglerud Star. Debuttò con lo stesso Manglerud Star nella Adeccoligaen, quando fu schierato titolare nel pareggio per due a due contro lo Hønefoss, in data 9 aprile 2006. Il 21 maggio segnò la prima rete in questa divisione, nella vittoria casalinga per quattro a tre sul Pors Grenland.
L'anno seguente, si trasferì al Kongsvinger. Esordì per la nuova squadra in data 9 aprile 2007, quando sostituì Harald Stormoen nella sconfitta per due a zero in casa del Mandalskameratene. Il 10 giugno 2007, andò a segno per la prima volta per il Kongsvinger, nella vittoria per quattro a due sul Raufoss. Il 14 marzo 2010 giocò il primo incontro nella Tippeligaen, quando subentrò a Ørjan Berg Hansen nella sconfitta per due a zero in casa dello Strømsgodset. L'8 maggio siglò il primo gol nella massima divisione norvegese, seppure inutile ai fini del risultato: realizzò il gol per il Kongsvinger nella sconfitta per due a uno contro il Vålerenga.
L'11 novembre 2010 fu reso noto il suo passaggio al Brann, a parametro zero. Giocò il primo incontro per il club in data 20 marzo 2011, quando fu titolare nel successo per 2-1 sul Rosenborg. Il 25 settembre 2011 fu colpito da un probabile attacco di cuore, durante la sfida tra Brann e Sogndal. Il calciatore fu ricoverato in ospedale, riuscendo a riprendersi. La sua carriera calcistica, però, arrivò probabilmente alla fine. Prima della sfida tra Brann e Vålerenga, datata 2 ottobre 2011, fu mandato in onda un suo video-messaggio, direttamente dal suo letto d'ospedale. I tifosi del Vålerenga insultarono però il calciatore, durante la riproduzione del video sul tabellone del Brann Stadion. Questo comportamento provocò le critiche da parte dell'opinione pubblica e il capitano del Vålerenga, Kristofer Hæstad, criticò l'atteggiamento dei suoi tifosi.
I medici gli consigliarono di non giocare più a livello professionistico, dopo questo episodio.
Torp giocò anche per il KFUM-Kameratene Oslo Futsal.